# UCI World Tour 2023
Cet article concerne la compétition masculine. Pour la compétition féminine, voir UCI World Tour féminin 2023.
Navigation
Édition précédente Édition suivante
L'UCI World Tour 2023 est la treizième édition de l'UCI World Tour, le successeur du ProTour et du calendrier mondial.
Il regroupe les trente-cinq compétitions phares du cyclisme sur route professionnel masculin, vingt courses d'un jour (1.WT) et quinze courses par étapes (2.WT).
Vingt-neuf ont lieu en Europe, deux en Asie, deux en Océanie et deux en Amérique du Nord.

## Équipes
18 équipes sont inscrites en tant qu'UCI WorldTeam en 2023. Par rapport à la saison dernière, les équipes Alpecin-Deceuninck (Belgique) et Arkéa-Samsic (France) intègrent la liste des équipes UCI World Tour pour les trois prochaines saisons, grâce aux résultats 2020-2022, tandis que les équipes Lotto-Soudal (Belgique) et Israel-Premier Tech (Israël) quittent l'élite des équipes World Tour mais reçoivent une invitation systématique pour les courses UCI World Tour pendant l'année 2023.
La liste définitive est annoncée le 12 décembre 2022 :
| Code | Équipe                          | Propriétaire de la licence       | Pays                | Groupe     | Vélos       | Roues      | Pneumatiques  | Création |
| ---- | ------------------------------- | -------------------------------- | ------------------- | ---------- | ----------- | ---------- | ------------- | -------- |
| ACT  | AG2R Citroën Team (2023)        | EUSRL France Cyclisme            | France              | Campagnolo | BMC         | Campagnolo | Pirelli       | 1992     |
| ADC  | Alpecin-Deceuninck (2023)       | Team Ciclismo Mundial            | Belgique            | Shimano    | Canyon      | Shimano    | Vittoria (en) | 2009     |
| AST  | Astana Qazaqstan Team (2023)    | Olympus Sarl                     | Kazakhstan          | Shimano    | Wilier      | Corima     | Vittoria      | 2007     |
| TBV  | Bahrain Victorious (2023)       | Bahrain World Tour Cycling Team  | Bahreïn             | Shimano    | Merida      | Vision     | Continental   | 2017     |
| BOH  | Bora-Hansgrohe (2023)           | Ralph Denk pro cycling GmbH      | Allemagne           | Shimano    | Specialized | Roval      | Specialized   | 2010     |
| COF  | Cofidis (2023)                  | Cofidis Compétition EUSRL        | France              | Shimano    | Look        | Corima     | Michelin      | 1996     |
| EFE  | EF Education-EasyPost (2023)    | Slipstream Sports LLC            | États-Unis          | Shimano    | Cannondale  | Vision     | Vittoria      | 2005     |
| GFC  | Groupama-FDJ (2023)             | Société de Gestion de L'Echappée | France              | Shimano    | Lapierre    | Shimano    | Continental   | 1997     |
| IGD  | Ineos Grenadiers (2023)         | Tour Racing Limited              | Grande-Bretagne     | Shimano    | Pinarello   | Shimano    | Continental   | 2010     |
| ICW  | Intermarché-Circus-Wanty (2023) | Want You Cycling                 | Belgique            | Shimano    | Cube        | Fulcrum    | Continental   | 2008     |
| TJV  | Jumbo-Visma (2023)              | Team Oranje Road BV              | Pays-Bas            | Shimano    | Cervélo     | Shimano    | Vittoria      | 1984     |
| LTK  | Lidl-Trek (2023)                | Trek Factory Racing              | États-Unis          | SRAM       | Trek        | Bontrager  | Pirelli       | 2011     |
| MOV  | Movistar Team (2023)            | Abarca Sports S.L.               | Espagne             | SRAM       | Canyon      | Zipp       | Continental   | 1980     |
| SOQ  | Soudal Quick-Step (2023)        | Decolef Lux Sarl                 | Belgique            | Shimano    | Specialized | Roval      | Specialized   | 2003     |
| ARK  | Team Arkéa-Samsic (2023)        | Pro Cycling Breizh               | France              | Shimano    | Bianchi     | Shimano    | Continental   | 2005     |
| DSM  | Team DSM (2023)                 | SMS Cycling B.V.                 | Pays-Bas            | Shimano    | Scott       | Shimano    | Vittoria      | 2005     |
| JAY  | Team Jayco AlUla (2023)         | GreenEdge Cycling                | Australie           | Shimano    | Giant       | Cadex      | Cadex         | 2012     |
| UAD  | UAE Team Emirates (2023)        | CGS Cycling Team AG              | Émirats arabes unis | Campagnolo | Colnago     | Campagnolo | Continental   | 1990     |

## Calendrier et résultats
Les courses notées en gras sont les 5 monuments.
Les courses sur fond de bandeau de couleur sont les 3 grands tours.
| No | Date                 | Nom de l'épreuve                  | Pays                | Cat | Vainqueur            | Deuxième             | Troisième           |
| -- | -------------------- | --------------------------------- | ------------------- | --- | -------------------- | -------------------- | ------------------- |
| 1  | 17-22 janvier        | Tour Down Under                   | Australie           | 4   | Jay Vine             | Simon Yates          | Pello Bilbao        |
| 2  | 29 janvier           | Cadel Evans Great Ocean Road Race | Australie           | 6   | Marius Mayrhofer     | Hugo Page            | Simon Clarke        |
| 3  | 20-26 février        | Tour des Émirats arabes unis      | Émirats arabes unis | 6   | Remco Evenepoel      | Luke Plapp           | Adam Yates          |
| 4  | 25 février           | Circuit Het Nieuwsblad            | Belgique            | 6   | Dylan van Baarle     | Arnaud De Lie        | Christophe Laporte  |
| 5  | 4 mars               | Strade Bianche                    | Italie              | 5   | Tom Pidcock          | Valentin Madouas     | Tiesj Benoot        |
| 6  | 5-12 mars            | Paris-Nice                        | France              | 4   | Tadej Pogačar        | David Gaudu          | Jonas Vingegaard    |
| 7  | 6-12 mars            | Tirreno-Adriatico                 | Italie              | 4   | Primož Roglič        | João Almeida         | Tao Geoghegan Hart  |
| 8  | 18 mars              | Milan-San Remo                    | Italie              | 3   | Mathieu van der Poel | Filippo Ganna        | Wout van Aert       |
| 9  | 20-26 mars           | Tour de Catalogne                 | Espagne             | 5   | Primož Roglič        | Remco Evenepoel      | João Almeida        |
| 10 | 22 mars              | Classic Bruges-La Panne           | Belgique            | 6   | Jasper Philipsen     | Olav Kooij           | Yves Lampaert       |
| 11 | 24 mars              | E3 Saxo Bank Classic              | Belgique            | 5   | Wout van Aert        | Mathieu van der Poel | Tadej Pogačar       |
| 12 | 26 mars              | Gand-Wevelgem                     | Belgique            | 4   | Christophe Laporte   | Wout van Aert        | Sep Vanmarcke       |
| 13 | 29 mars              | À travers les Flandres            | Belgique            | 6   | Christophe Laporte   | Oier Lazkano         | Neilson Powless     |
| 14 | 2 avril              | Tour des Flandres                 | Belgique            | 3   | Tadej Pogačar        | Mathieu van der Poel | Mads Pedersen       |
| 15 | 3-8 avril            | Tour du Pays basque               | Espagne             | 5   | Jonas Vingegaard     | Mikel Landa          | Ion Izagirre        |
| 16 | 9 avril              | Paris-Roubaix                     | France              | 3   | Mathieu van der Poel | Jasper Philipsen     | Wout van Aert       |
| 17 | 16 avril             | Amstel Gold Race                  | Pays-Bas            | 4   | Tadej Pogačar        | Ben Healy            | Tom Pidcock         |
| 18 | 19 avril             | Flèche wallonne                   | Belgique            | 5   | Tadej Pogačar        | Mattias Skjelmose    | Mikel Landa         |
| 19 | 23 avril             | Liège-Bastogne-Liège              | Belgique            | 3   | Remco Evenepoel      | Tom Pidcock          | Santiago Buitrago   |
| 20 | 25 avril-30 avril    | Tour de Romandie                  | Suisse              | 4   | Adam Yates           | Matteo Jorgenson     | Damiano Caruso      |
| 21 | 1er mai              | Eschborn-Francfort                | Allemagne           | 6   | Søren Kragh Andersen | Patrick Konrad       | Alessandro Fedeli   |
| 22 | 6-28 mai             | Tour d'Italie                     | Italie              | 2   | Primož Roglič        | Geraint Thomas       | João Almeida        |
| 23 | 4-11 juin            | Critérium du Dauphiné             | France              | 4   | Jonas Vingegaard     | Adam Yates           | Ben O'Connor        |
| 24 | 11-18 juin           | Tour de Suisse                    | Suisse              | 4   | Mattias Skjelmose    | Juan Ayuso           | Remco Evenepoel     |
| 25 | 1er-23 juillet       | Tour de France                    | France              | 1   | Jonas Vingegaard     | Tadej Pogačar        | Adam Yates          |
| 26 | 29 juillet           | Classique de Saint-Sébastien      | Espagne             | 5   | Remco Evenepoel      | Pello Bilbao         | Aleksandr Vlasov    |
| 27 | 29 juillet-4 août    | Tour de Pologne                   | Pologne             | 5   | Matej Mohorič        | João Almeida         | Michał Kwiatkowski  |
| 28 | 20 août              | Cyclassics Hamburg                | Allemagne           | 5   | Mads Pedersen        | Danny van Poppel     | Elia Viviani        |
| 29 | 23 août-27 août      | Renewi Tour                       | Belgique/ Pays-Bas  | 5   | Tim Wellens          | Florian Vermeersch   | Yves Lampaert       |
| 30 | 26 août-17 septembre | Tour d'Espagne                    | Espagne             | 2   | Sepp Kuss            | Jonas Vingegaard     | Primož Roglič       |
| 31 | 3 septembre          | Bretagne Classic                  | France              | 5   | Valentin Madouas     | Mathieu Burgaudeau   | Felix Großschartner |
| 32 | 8 septembre          | Grand Prix cycliste de Québec     | Canada              | 4   | Arnaud De Lie        | Corbin Strong        | Michael Matthews    |
| 33 | 10 septembre         | Grand Prix cycliste de Montréal   | Canada              | 4   | Adam Yates           | Pavel Sivakov        | Alex Aranburu       |
| 34 | 7 octobre            | Tour de Lombardie                 | Italie              | 3   | Tadej Pogačar        | Andrea Bagioli       | Primož Roglič       |
| 35 | 12-17 octobre        | Tour du Guangxi                   | Chine               | 6   | Milan Vader          | Rémy Rochas          | Ethan Hayter        |

## Classements
Les classements UCI World Tour ne sont plus calculés depuis 2019. Ils sont remplacés par le classement mondial UCI.

## Victoires sur le World Tour
Mis à jour après le Tour du Guangxi. Les contre-la-montre par équipes ne sont comptabilisés que pour les équipes et les pays.
Ci-dessous les coureurs, équipes et pays ayant gagné au moins une course ou une étape d'une course sur l'édition 2023 du World Tour.
| #  | Coureur                | Équipe                   | Vict. |
| -- | ---------------------- | ------------------------ | ----- |
| 1  | Remco Evenepoel        | Soudal Quick-Step        | 11    |
| 1  | Primož Roglič          | Jumbo-Visma              | 11    |
| 1  | Jonas Vingegaard       | Jumbo-Visma              | 11    |
| 4  | Tadej Pogačar          | UAE Emirates             | 10    |
| 5  | Jasper Philipsen       | Alpecin-Deceuninck       | 8     |
| 6  | Kaden Groves           | Alpecin-Deceuninck       | 6     |
| 7  | Tim Merlier            | Soudal Quick-Step        | 5     |
| 7  | Adam Yates             | UAE Emirates             | 5     |
| 9  | Olav Kooij             | Jumbo-Visma              | 4     |
| 9  | Christophe Laporte     | Jumbo-Visma              | 4     |
| 9  | Matej Mohorič          | Bahrain Victorious       | 4     |
| 9  | Mads Pedersen          | Lidl-Trek                | 4     |
| 13 | Juan Ayuso             | UAE Emirates             | 3     |
| 13 | Sebastián Molano       | UAE Emirates             | 3     |
| 15 | Pello Bilbao           | Bahrain Victorious       | 2     |
| 15 | Giulio Ciccone         | Lidl-Trek                | 2     |
| 15 | Alberto Dainese        | Team DSM-Firmenich       | 2     |
| 15 | Nico Denz              | Bora-Hansgrohe           | 2     |
| 15 | Felix Gall             | AG2R Citroën             | 2     |
| 15 | Filippo Ganna          | Ineos Grenadiers         | 2     |
| 15 | Ethan Hayter           | Ineos Grenadiers         | 2     |
| 15 | Sepp Kuss              | Jumbo-Visma              | 2     |
| 15 | Jonathan Milan         | Bahrain Victorious       | 2     |
| 15 | Wout Poels             | Bahrain Victorious       | 2     |
| 15 | Einer Rubio            | Movistar                 | 2     |
| 15 | Mattias Skjelmose      | Lidl-Trek                | 2     |
| 15 | Mathieu van der Poel   | Alpecin-Deceuninck       | 2     |
| 15 | Milan Vader            | Jumbo-Visma              | 2     |
| 29 | Pascal Ackermann       | UAE Emirates             | 1     |
| 29 | Julian Alaphilippe     | Soudal Quick-Step        | 1     |
| 29 | João Almeida           | UAE Emirates             | 1     |
| 29 | Kasper Asgreen         | Soudal Quick-Step        | 1     |
| 29 | Davide Bais            | Eolo-Kometa              | 1     |
| 29 | Phil Bauhaus           | Bahrain Victorious       | 1     |
| 29 | Alberto Bettiol        | EF Education-EasyPost    | 1     |
| 29 | Mikkel Bjerg           | UAE Emirates             | 1     |
| 29 | Santiago Buitrago      | Bahrain Victorious       | 1     |
| 29 | Mattia Cattaneo        | Soudal Quick-Step        | 1     |
| 29 | Mark Cavendish         | Astana Qazaqstan         | 1     |
| 29 | Josef Černý            | Soudal Quick-Step        | 1     |
| 29 | Bryan Coquard          | Cofidis                  | 1     |
| 29 | Magnus Cort Nielsen    | EF Education-EasyPost    | 1     |
| 29 | Rui Costa              | Intermarché-Circus-Wanty | 1     |
| 29 | Arnaud De Lie          | Lotto Dstny              | 1     |
| 29 | Rohan Dennis           | Jumbo-Visma              | 1     |
| 29 | Fernando Gaviria       | Movistar                 | 1     |
| 29 | Biniam Girmay          | Intermarché-Circus-Wanty | 1     |
| 29 | Dylan Groenewegen      | Jayco AlUla              | 1     |
| 29 | Ben Healy              | EF Education-EasyPost    | 1     |
| 29 | Jesús Herrada          | Cofidis                  | 1     |
| 29 | Sergio Higuita         | Bora-Hansgrohe           | 1     |
| 29 | Jai Hindley            | Bora-Hansgrohe           | 1     |
| 29 | Ion Izagirre           | Cofidis                  | 1     |
| 29 | Fabio Jakobsen         | Soudal Quick-Step        | 1     |
| 29 | Lennard Kämna          | Bora-Hansgrohe           | 1     |
| 29 | Søren Kragh Andersen   | Alpecin-Deceuninck       | 1     |
| 29 | Andreas Kron           | Lotto Dstny              | 1     |
| 29 | Stefan Küng            | Groupama-FDJ             | 1     |
| 29 | Michał Kwiatkowski     | Ineos Grenadiers         | 1     |
| 29 | Victor Lafay           | Cofidis                  | 1     |
| 29 | Valentin Madouas       | Groupama-FDJ             | 1     |
| 29 | Rafał Majka            | UAE Emirates             | 1     |
| 29 | Michael Matthews       | Jayco AlUla              | 1     |
| 29 | Marius Mayrhofer       | Team DSM-Firmenich       | 1     |
| 29 | Brandon McNulty        | UAE Emirates             | 1     |
| 29 | Jordi Meeus            | Bora-Hansgrohe           | 1     |
| 29 | Aurélien Paret-Peintre | AG2R Citroën             | 1     |
| 29 | Tom Pidcock            | Ineos Grenadiers         | 1     |
| 29 | Carlos Rodríguez       | Ineos Grenadiers         | 1     |
| 29 | Ide Schelling          | Bora-Hansgrohe           | 1     |
| 29 | Geoffrey Soupe         | TotalEnergies            | 1     |
| 29 | Joshua Tarling         | Ineos Grenadiers         | 1     |
| 29 | Mike Teunissen         | Intermarché-Circus-Wanty | 1     |
| 29 | Wout van Aert          | Jumbo-Visma              | 1     |
| 29 | Dylan van Baarle       | Jumbo-Visma              | 1     |
| 29 | Marijn van den Berg    | EF Education-EasyPost    | 1     |
| 29 | Ethan Vernon           | Soudal Quick-Step        | 1     |
| 29 | Jay Vine               | UAE Emirates             | 1     |
| 29 | Elia Viviani           | Ineos Grenadiers         | 1     |
| 29 | Tim Wellens            | UAE Emirates             | 1     |
| 29 | Sam Welsford           | Team DSM-Firmenich       | 1     |
| 29 | Michael Woods          | Israel-Premier Tech      | 1     |
| 29 | Simon Yates            | Jayco AlUla              | 1     |
| 29 | Filippo Zana           | Jayco AlUla              | 1     |
| 29 | Georg Zimmermann       | Intermarché-Circus-Wanty | 1     |

| #  | Équipe                   | Vict. |
| -- | ------------------------ | ----- |
| 1  | Jumbo-Visma              | 38    |
| 2  | UAE Emirates             | 28    |
| 3  | Soudal Quick-Step        | 23    |
| 4  | Alpecin-Deceuninck       | 17    |
| 5  | Bahrain Victorious       | 12    |
| 6  | Ineos Grenadiers         | 9     |
| 7  | Lidl-Trek                | 8     |
| 8  | Bora-Hansgrohe           | 7     |
| 9  | Team DSM-Firmenich       | 5     |
| 10 | Cofidis                  | 4     |
| 10 | EF Education-EasyPost    | 4     |
| 10 | Jayco AlUla              | 4     |
| 10 | Intermarché-Circus-Wanty | 4     |
| 14 | AG2R Citroën             | 3     |
| 14 | Movistar                 | 3     |
| 16 | Groupama-FDJ             | 2     |
| 16 | Lotto Dstny              | 2     |
| 18 | Astana Qazaqstan         | 1     |
| 18 | Eolo-Kometa              | 1     |
| 18 | Israel-Premier Tech      | 1     |
| 18 | TotalEnergies            | 1     |

| #  | Pays            | Vict. |
| -- | --------------- | ----- |
| 1  | Belgique        | 29    |
| 2  | Slovénie        | 25    |
| 3  | Danemark        | 22    |
| 4  | Pays-Bas        | 18    |
| 5  | Italie          | 13    |
| 6  | Grande-Bretagne | 12    |
| 7  | Australie       | 11    |
| 8  | France          | 10    |
| 9  | Colombie        | 8     |
| 9  | Espagne         | 8     |
| 11 | Allemagne       | 7     |
| 12 | États-Unis      | 3     |
| 13 | Autriche        | 2     |
| 13 | Portugal        | 2     |
| 13 | Pologne         | 2     |
| 16 | Canada          | 1     |
| 16 | Érythrée        | 1     |
| 16 | Irlande         | 1     |
| 16 | Tchéquie        | 1     |
| 16 | Suisse          | 1     |